# زوران يوفانوفيتش
زوران يوفانوفيتش (بالسويدية: Zoran Jovanović)‏ (25 سبتمبر 1986 بالسويد - ) هو لاعب كرة قدم سويدي في مركز الوسط. لعب مع نادي مالمو لكرة القدم ‏ وIF Limhamn Bunkeflo (men) ‏ ونادي تريليبورج ‏.

## وصلات خارجية
- زوران يوفانوفيتش على موقع اتحاد السويد (السويدية)
- زوران يوفانوفيتش على موقع قاعدة بيانات كرة القدم.إي يو (الإنجليزية)
- زوران يوفانوفيتش على موقع Soccerway.com (الإنجليزية)